# Cratere Menzel
Menzel è un cratere lunare di 3,44 km situato nella parte nord-orientale della faccia visibile della Luna.